# 7483 Sekitakakazu
7483 Sekitakakazu (1994 VO2) là một tiểu hành tinh vành đai chính được phát hiện ngày 1 tháng 11 năm 1994 bởi K. Endate ở Kitami.